# シェブネム・コルル・フィンジャンジュ

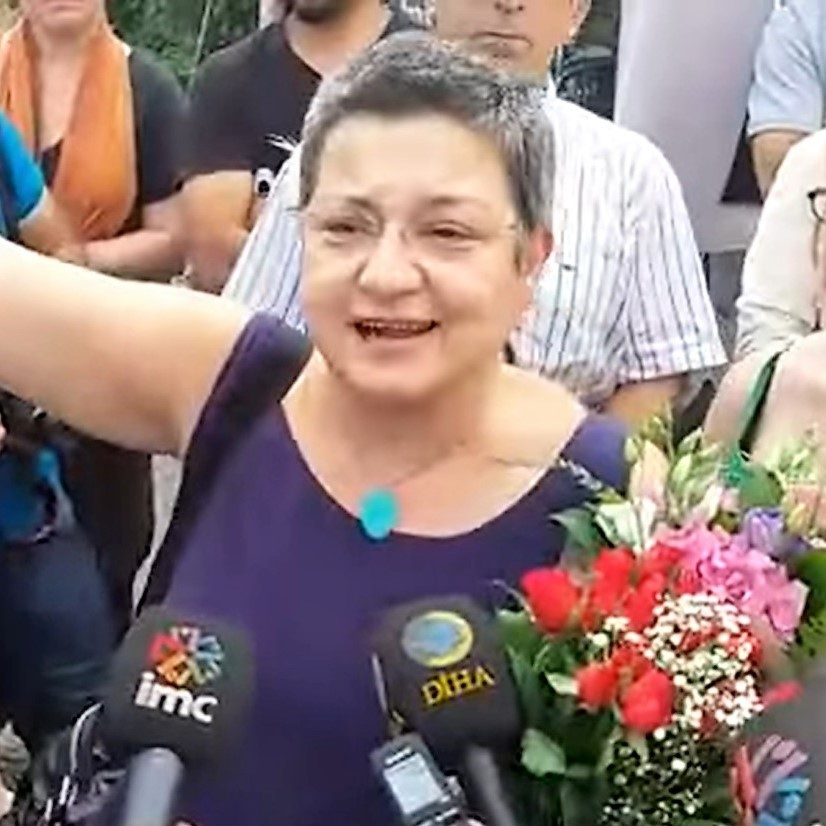
シェブネム・コルル・フィンジャンジュ（2016年）

シェブネム・コルル・フィンジャンジュ（トルコ語: Şebnem Korur Fincancı、1959年 - ）は、トルコの医師、法医学専門家、人権擁護者。拷問廃止運動家として国際的に活動している。

## 経歴
1953年にイスタンブルに生まれる。イスタンブル大学ジェラパシャ校の医学部を1987年に卒業した後に法医学を学ぶ。学生時代に多くの友人がトルコの警察やトルコ軍に拘束されて拷問で死亡しており、この体験がのちの活動に影響を与えた。トルコの法医学協会の創設に参加し、1993年から1996年まで会長を務めた。1996年に教授に就任し、1999年に国内初の法医学診療所をイスタンブル大に設立した。2003年に首相府人権顧問理事、2020年から2024年までトルコ医師会の会長を歴任した。

## 拷問廃止運動、人権擁護活動
法医学の専門家、拷問廃止運動家として活動している。1990年代にトルコ政府が行い隠蔽していた拷問を証明するレポートを作成した。1996年には、旧ユーゴスラビア国際戦犯法廷でカレシヤの墓地にある遺体の検死を担当した。拷問・虐待行為の調査の国際基準を定めた通称イスタンブル議定書や、世界保健機関（WHO）の性暴力ハンドブック、拷問犠牲者のための国際リハビリテーション協議会（IRCT）などに参加した。拷問被害者のリハビリや拷問廃止活動を行うトルコ人権基金の会長に2009年に就任し、トルコにおける人権擁護でも活動している。
2015年のトルコ軍によるジズレ作戦において、ジズレで多数の死者が出たという報道がクルド系メディアを中心になされた。報道を見たフィンジャンジュは2016年にジズレの調査に参加し、市民が虐殺されたという地下室や遺体を調べた。遺体の中には10歳から12歳の者がおり、現場にはテロリストがいたとする政府発表と矛盾していたため、フィンジャンジュは記録を残しておく必要があると結論した。フィンジャンジュが作成した報告書はトルコ軍が市民に残虐行為を行ったと指摘し、調査の実施をトルコ政府に求めた。その後、テロ組織のプロパガンダを広めたなどの罪状でジャーナリストらと共に当局に拘束されたが、2019年に控訴審で無罪、2020年に無罪判決となった。
フィンジャンジュは、トルコ軍がイラク北部のクルド人自治地域で化学兵器を使用した可能性があるとして調査を求めたが、「テロ組織のためのプロパガンダ罪」という罪状で当局に拘留された。2023年1月にイスタンブル第24重罪裁判所で公判が行われ、2年8カ月15日の禁錮刑判決を受けて釈放された。フィンジャンジュは釈放後に刑務所の前で次の声明を発表した。

## 評価
フィンジャンジュの活動は国際的に評価され、2014年のフラント・ディンク賞をはじめとして国内外で12の賞を受賞している。